# Pristimantis vilcabambae
Pristimantis vilcabambae là một loài động vật lưỡng cư trong họ Strabomantidae, thuộc bộ Anura. Loài này được Lehr mô tả khoa học đầu tiên năm 2007.